# Bahon (Haiti)
Bahon este o comună din arondismentul Grande-Rivière-du-Nord, departamentul Nord, Haiti, cu o suprafață de 76,38 km2 și o populație de 21.145 locuitori (2009).